# Phyllanthus tenuis
Phyllanthus tenuis är en emblikaväxtart som beskrevs av Radcl.-sm.. Phyllanthus tenuis ingår i släktet Phyllanthus och familjen emblikaväxter.
Artens utbredningsområde är Zambia. Inga underarter finns listade i Catalogue of Life.